# Soneto 15

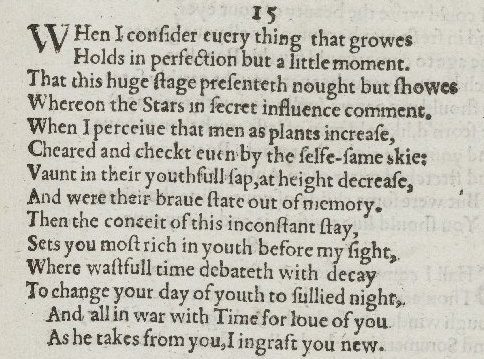
Soneto 15 en el Quarto de 1609 de los sonetos de Shakespeare.

| Soneto 15 |
| --- |
| When I consider everything that grows Holds in perfection but a little moment. That this huge stage presenteth nought but shows Whereon the Stars in secret influence comment. When I perceive that men as plants increase, Cheered and check'd even by the selfsame sky: Vaunt in their youthful sap, at height decrease, And wear their brave state out of memory. Then the conceit of this inconstant stay, Sets you most rich in youth before my sight, Where wasteful time debateth with decay To change your day of youth to sullied night, And all in war with Time for love of you As he takes from you, I engraft you new. |
| –William Shakespeare |

El Soneto 15 es uno de los 154 sonetos escritos por William Shakespeare. Está considerado como uno de los sonetos shakespearianos sobre la procreación, dentro de la secuencia dedica al Fair Youth, y forma un díptico con el Soneto 16 que lo continua.

## Traducción
Cuando observo al mirar en todo lo que crece,

que apenas un momento, la perfección les dura.

Sobre el gran escenario, como actúan las formas,

bajo el secreto influjo de oráculos y estrellas.

Advierto que los seres, cual plantas se propagan,

que bajo el mismo cielo se alegran y entristecen

con vital juventud y luego aminorarse

en su arrogante estado, perder toda memoria.

Entonces la visión de esa infidente clase,

me hace veros tan joven y rico en ese extremo,

cuando el Tiempo voraz, se alía con la Ruina,

por cambiar tu esplendor, en mezquindad nocturna.

Yo en guerra con el Tiempo, y por amor a vos,

de todo lo que os roba, hago un injerto nuevo.